# 20
20（二十）是19与21之间的自然数。

## 数学性质
- 第11個合數，正因數有1、2、4、5、10和20。前一個為18、下一個為21。
質因數分解為{\displaystyle 2^{2}\times 5}。
- 第3個過剩數，真因數和為22，盈度為2。前一個為18、下一個為24。
  - 第4個半完全數，和為本身的其中一組因數為1、 4、 5、 10。前一個為18、下一個為24。
  - 由於20不能被所有比它小的半完全數整除，因此是第2個本原半完全數。前一個為6、下一個為28。
- 第5個不尋常合数、第13個不尋常數，大於平方根的質因數為5。前一個為19、下一個為21。
- 第2個佩服數，相減後為本身的因數為1。前一個為12、下一個為24。
- 第5個普洛尼克數，為4與5的乘積。前一個為12、下一個為30。
- 第6個十进制的自我數。前一個為9、下一個為31。
- 第13個十进制的哈沙德數。前一個為18、下一個為21。
- 第7個十进制的奢侈數。前一個為18、下一個為22。
- 正二十邊形為第11個可作圖多邊形。前一個為17、下一個為24。
- 其真因數都為虧數。是第1個本原過剩數。後一個是70。
- 首4個三角形數之和，故它為四面體數。
- 6個頂點的有根樹的數目。
- 正二十面體是面數最多的正多面體。

### 基本运算
| 乘法                             | 1  | 2  | 3  | 4  | 5   | 6   | 7   | 8   | 9   | 10  |  | 11  | 12  | 13  | 14  | 15  | 16  | 17  | 18  | 19  | 20  |  | 21  | 22  | 23  | 24  | 25  |
| -------------------------------- | -- | -- | -- | -- | --- | --- | --- | --- | --- | --- |  | --- | --- | --- | --- | --- | --- | --- | --- | --- | --- |  | --- | --- | --- | --- | --- |
| {\displaystyle {{20}\times {x}}} | 20 | 40 | 60 | 80 | 100 | 120 | 140 | 160 | 180 | 200 |  | 220 | 240 | 260 | 280 | 300 | 320 | 340 | 360 | 380 | 400 |  | 420 | 440 | 460 | 480 | 500 |

## 時間与曆法
- 現代國際通用的西曆，將1年分成12个月。12个月每月長度不一，但都有20日，分別為1月20日、2月20日、3月20日、4月20日、5月20日、6月20日、7月20日、8月20日、9月20日、10月20日、11月20日和12月20日。
- 在歷史方面，人類對公元前20年、公元20年，公元前20世纪及公元20世纪均有傳說和記載。

## 在科学中
- 鈣的原子序數[1]
- 任意组合的都可以在20步内还原，现在上帝的數字正式定为20。[2][3]
- 人類耳朵能夠聽到的最低聲音頻率是20赫兹。

## 在人类文化中
- 貨幣中常用的面額，如20元、20鎊。香港二十元紙幣是發行量最多的香港鈔票之一（以鈔票編號計算）。

## 其他領域
- 城巴20線
- 中共20大
- 二十大工業國